# أدونيس هسلم
أدونيس هسلم (بالإنجليزية: Udonis Haslem)‏ مواليد 9 يونيو 1980، هو لاعب كرة سلة أمريكي يلعب مع فريق ميامي هيت في الرابطة الوطنية لكرة السلة ويحمل الرقم 40. يبلغ طوله 6 قدم 8 بوصة (2.0 م).

## فرق لعب لها
- ميامي هيت

## روابط خارجية
- أدونيس هسلم على موقع إن بي أي (الإنجليزية)
- أدونيس هسلم على موقع سبورتس رفرنس (الإنجليزية)
- أدونيس هسلم على موقع كرة السلة الأوروبية.كوم (الإنجليزية)
- أدونيس هسلم على موقع إي إس بي إن.كوم (الإنجليزية)
- أدونيس هسلم على موقع كلية كرة السلة في سبورتس رفرنس.كوم (الإنجليزية)
- أدونيس هسلم على موقع ريلجم (الإنجليزية)
- أدونيس هسلم على موقع بروبوليرز (الإنجليزية)
- أدونيس هسلم على موقع سبورتس رفرنس (الإنجليزية)